# Silberturm
Silberturm (ang. Silver Tower) – wieżowiec we Frankfurcie nad Menem, wysoki na 166 metrów, posiadający 32 piętra. Jego budowę rozpoczęto w 1975 roku, ukończono w 1978. Do 1991, kiedy ukończono Messeturm, stanowił najwyższy budynek w Niemczech.
Stanowił główną siedzibę Dresdner Banku, jednej z największych instytucji finansowych w Europie.
Po integracji Dresdner Banku z Commerzbankiem został wyremontowany i sprzedany. Od 2012 roku użytkowany jest przez Deutsche Bahn.
Mieścił się w nim basen, który został jednak zastąpiony salą konferencyjną. Część 32. piętra spłonęła 1 kwietnia 1998 roku.